# Левчик Владислав Віталійович
Владислав Віталійович Левчик (нар. 8 березня 1997, с. Смиківці, Тернопільська область, Україна) — український футболіст, нападник тернопільської «Ниви».

## Життєпис
Владислав Левчик народився 8 березня 1997 року у с. Смиківці Тернопільського районі Тернопільської області. У ДЮФЛУ з 2010 по 2014 роки захищав кольори ЛДУФК (Львів).
У 2014 році підписав контракт з тернопільською «Нивою». 31 серпня 2014 року дебютував у футболці «Ниви» у програному (0:3) виїзному поєдинку 6-го туру першої ліги чемпіонату України проти ФК «Олександрії». Владислав вийшов на поле на 77-ій хвилині, замінивши Олександра Семенюка. На момент дебюту Левчику виповнилося 17 років та 175 днів, завдяки чому на той час він став наймолодшим футболістом, який виходив на поле в матчах першої ліги чемпіонату України. Загалом же у сезоні 2014/15 років за тернопільську команду зіграв 13 поєдинків.
Напередодні початку сезону 2015/16 років перейшов до складу стрийської «Скали», але виступав виключно в команді U-19, в якій виходив на поле в 25 матчах та відзначився 6-ма голами.
У 2016 році повернувся до вже аматорського клубу «Нива» (Тернопіль), кольори якого захищає й донині.